# Nexans
Nexans é um player global na indústria de linhas de transmissão a cabo com sede em Paris, França. O grupo está presente em quatro áreas principais de atividade: construção e territórios (construção, infraestrutura local, cidades / redes inteligentes, e-mobilidade), alta tensão e projetos (parques eólicos offshore, interconexões submarinas, alta tensão em terra), telecomunicações e dados (redes de telecomunicações, transmissão de dados, FTTX, cabeamento LAN, soluções para data centers hiperescala), indústria e soluções (energias renováveis, petróleo e gás, rodoviário, ferroviário, aéreo e marítimo).
A empresa também está interessada em "protocolos" que possibilitem tornar a rede elétrica comunicante (alta velocidade) e compatível com a Internet 2.0, bem como no desenvolvimento de redes inteligentes para fazer "objetos inteligentes" através da rede, sem ser prejudicado por transformadores elétricos.
É o segundo maior fabricante mundial de cabos depois da Prysmian S.p.A.
Em 2017, o Grupo tinha presença industrial em 34 países com mais de 26.000 empregados e vendas de cerca de 6,4 mil milhões de euros.
A Nexans foi fundada em 2000 como uma unidade de negócios da empresa de telecomunicações Alcatel após a sua aquisição de várias empresas no sector do cabo. No ano seguinte, foi spin out e cotada na bolsa de Paris.
Está actualmente listado na Euronext Paris, Compartimento A. A Nexans fornecerá e instalará cabos HVDC para EuroAsia Interconnector, o mais longo e profundo projecto de cabos submarinos HVDC de sempre, com cabos bipolares de 2x900km.